# Ґрета Тунберг
Ґрета Тінтін Елеонора Ернман Тунберг (швед. Greta Tintin Eleonora Ernman Thunberg, швед. вимова: [ˈgreːta ˈtʉːnˌbærj]; нар. 3 січня 2003) — шведська екологічна активістка, що виступає за протидію глобальному потеплінню та зміні клімату. Тунберг привернула глобальну увагу своєю прямою манерою висловлювання на публіці та у виступах перед політиками, де вона критикує політичних лідерів за недостатню увагу боротьбі із кліматичною кризою.
У серпні 2018 року Тунберг стала відомою, розпочавши перший шкільний страйк заради клімату під будівлею парламенту Швеції. У листопаді вона виступила на TEDxStockholm, у грудні звернулася до Конференції ООН з питань зміни клімату, а в січні 2019 року її запросили на Всесвітній економічний форум у Давосі.
У вересні 2019 року Тунберг виступила на Саміті ООН з питань клімату й привернула широку світову увагу своїм виступом; зокрема, завдяки тому факту, що вона прибула до США зі Швеції на вітрильній яхті замість авіаперельоту з екологічних міркувань. Промова Тунберг та зокрема вигук «як ви смієте» (how dare you) широко цитувалися у ЗМІ.
Діяльність Тунберг викликала як широку підтримку серед світових лідерів, так і гучну критику. Тунберг отримала низку премій, нагород та відзнак. Зокрема, журнал «Time» назвав Тунберг людиною року 2019, коли їй було 16 років, що зробило її наймолодшою людиною, котра здобула це звання. До того «Time» назвав її однією з 25 найвпливовіших підлітків світу 2018 року.

## Біографія
Народилася 3 січня 2003 року. Її мати — шведська оперна співачка Малена Ернман, яка представляла Швецію на пісенному конкурсі Євробачення 2009 року; а батько — актор Сванте Тунберг, названий на честь свого далекого родича Сванте Арреніуса. Її дід — актор і режисер Улоф Тунберг.
У Тунберг діагностовано синдром Аспергера, обсесивно-компульсивний розлад (ОКР), СПАУ і селективний мутизм. Щоб знизити вуглецевий слід своєї сім'ї, вона наполягає, щоб вони стали веганами й відмовилися від польотів.

## Діяльність

### Шкільні страйки заради клімату

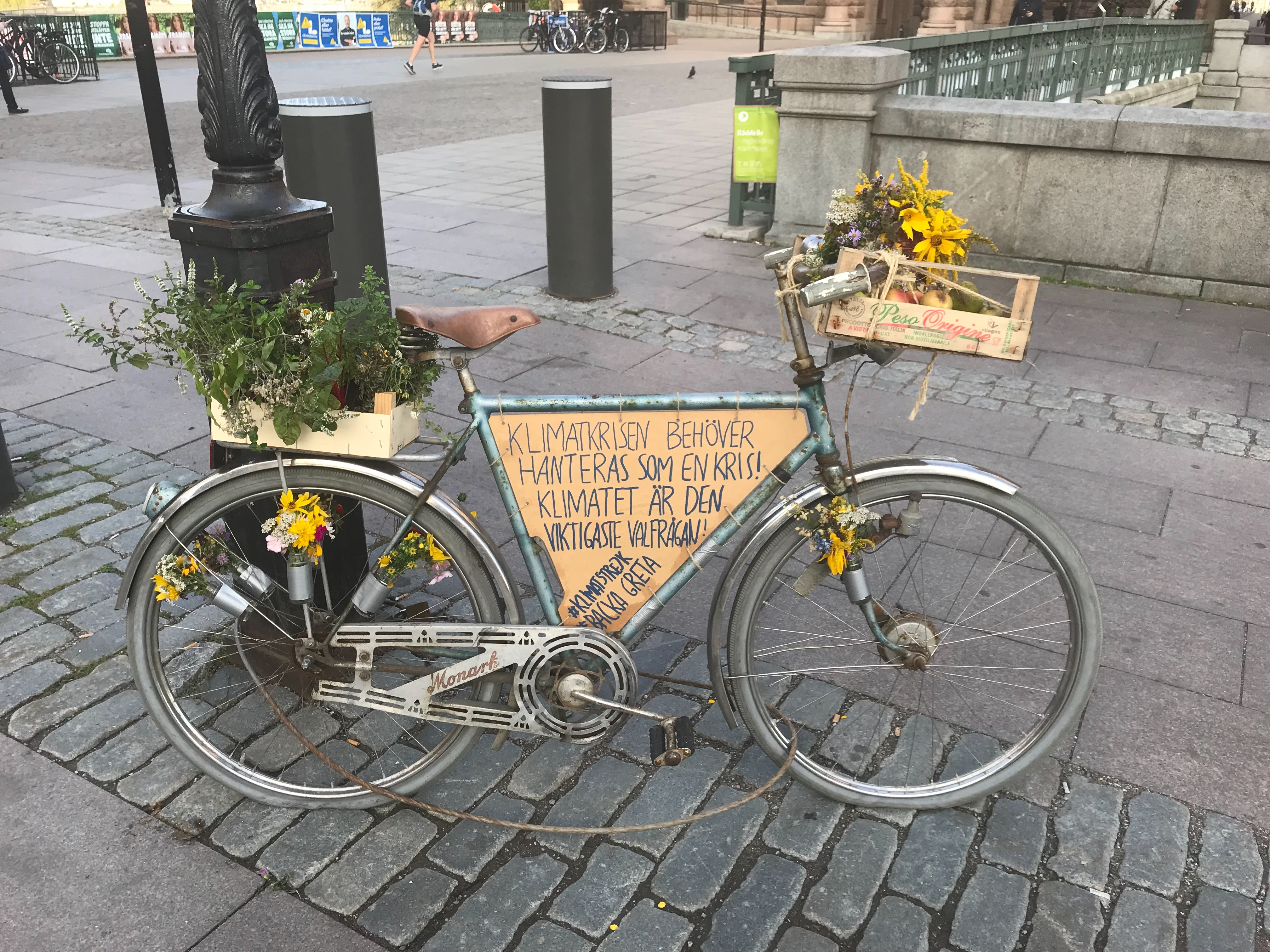
Велосипед Ґрети Тунберг в Стокгольмі 11 вересня 2018 року: «До кліматичної кризи треба ставитися, як до кризи! Клімат є найважливішим питанням!»

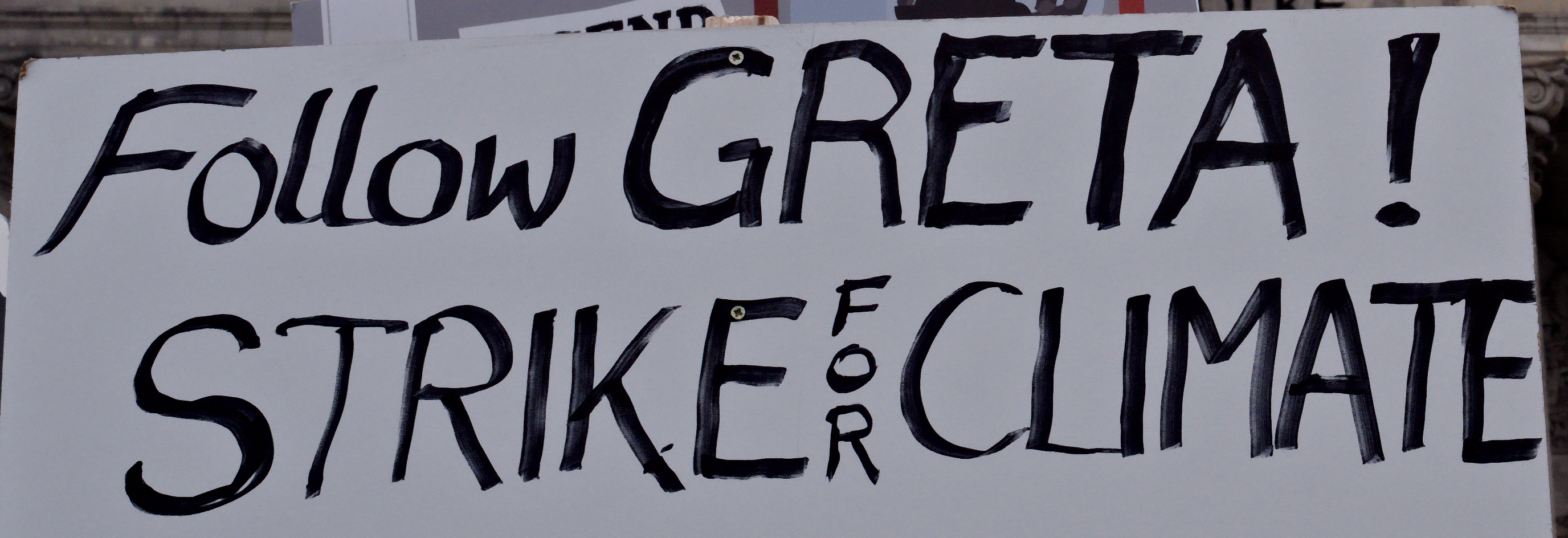
Знак «Слідуйте за Ґретою!» Страйк заради клімату в Берліні (14 грудня 2018)

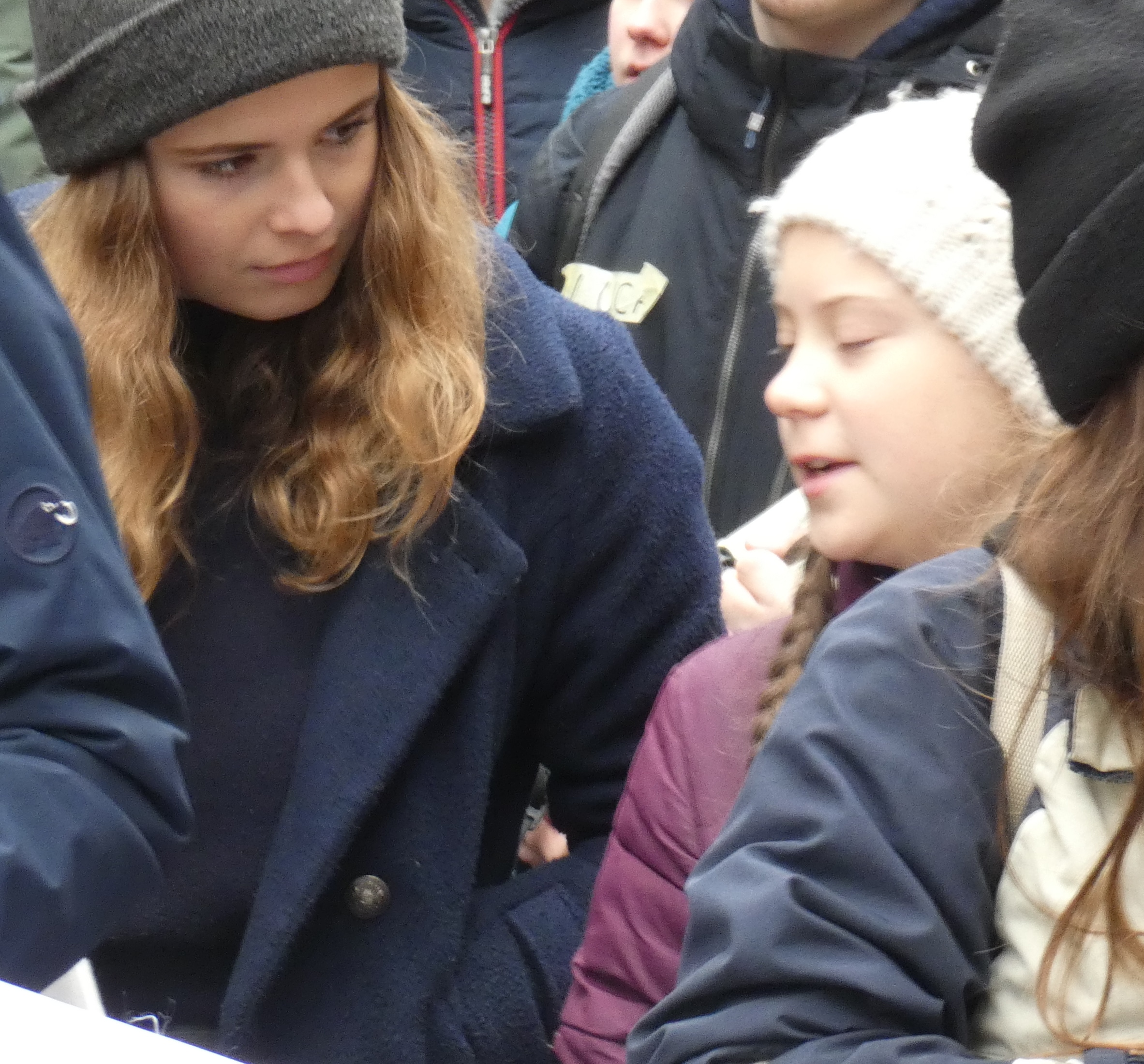
Тунберг з німецькою активісткою клімату Луїзою Нойбауер під час страйку в Гамбурзі, 2019

20 серпня 2018 року Тунберг, тоді у дев'ятому класі, вирішила не відвідувати школу до загальних виборів у Швеції 2018 року, що відбулися 9 вересня, після спеки й лісових пожеж у Швеції. Її вимога полягала в тому, щоб шведський уряд зменшив викиди вуглецю відповідно до Паризької угоди, і вона протестувала, сидячи на вулиці під Риксдагом щодня під час навчальних годин зі знаком «Шкільний страйк заради клімату». Після загальних виборів вона й далі страйкувала лише щоп'ятниці, отримуючи всесвітню увагу. Вона надихнула школярів по всьому світу взяти участь у шкільних страйках, так зародився рух «Fridays For Future». Станом на грудень 2018 року, понад 20 000 учнів провели страйки щонайменше у 270 містах. За словами Тунберг, до власного страйку її надихнули підлітки-активісти школи в Паркленді у Флориді, які організували Марш за наші життя.

### Публічна діяльність та активізм
Ґрета Тунберг брала участь у демонстрації «Rise for Climate» біля Європейського парламенту в Брюсселі. У жовтні 2018 року Тунберг та її сім'я поїхали електричним автомобілем до Лондона, де звернулася до «Декларації повстання», організованої рухом Extinction Rebellion навпроти будівлі парламенту.
24 листопада 2018 року Тунберг виступила на TEDxStockholm. Вона говорила про те, що усвідомила існування зміни клімату, коли їй виповнилося 8 років, і дивувалася, чому це не головна новина на кожному каналі, хоча за важливістю це схоже до світової війни. Вона сказала, що вчиться не для того, щоб стати кліматологинею, як говорять деякі, — тому, що наука вже все пояснила, і залишаються лише заперечення, незнання й бездіяльність. Вказуючи на те, що її діти та онуки запитають її, чому ви не вжили заходів 2018 року, коли ще був час, вона зробила висновок, що «ми не можемо змінити світ, граючи за правилами, тому що правила повинні бути змінені».
Тунберг виступила на саміті ООН з питань зміни клімату COP24 4 грудня 2018 року, а також виступила перед пленарною асамблеєю 12 грудня 2018 року.
23 січня 2019 року Тунберг прибула до Давосу після 32-годинної поїздки потягом, на відміну від багатьох делегатів, які прибули на майже 1500 окремих приватних реактивних літаках, щоб продовжити свою кліматичну кампанію на Всесвітньому економічному форумі. Вона сказала так: «Деякі люди, деякі компанії, деякі особи, які ухвалюють рішення, точно знають, якими безцінними цінностями вони жертвують, щоб продовжувати заробляти немислимі суми грошей. Я думаю, що багато хто з вас сьогодні належить до цієї групи людей». Пізніше того ж тижня вона попередила світових лідерів, що «наш будинок горить», додаючи: «Я хочу, щоб ви панікували. Я хочу, щоб ви відчували страх, який я відчуваю щодня. Ми мусимо дати молодим людям надію».
21 лютого 2019 року Тунберг виступила на конференції Європейського соціально-економічного комітету та звернулась до голови Європейської комісії Жан-Клода Юнкера, з вимогою все ж досягти кліматичних цілей ЄС зі зменшення викидів CO2 щонайменше на 80 % до 2030 року. Пізніше вона приєдналася до кліматичних протестів у Брюсселі.
У квітні 2019 на зустрічі з представниками Європейського парламенту в Страсбурзі вона розкритикувала присутніх «за три термінових саміти через Брексіт і нуль термінових самітів через руйнування клімату і довкілля». У травні 2019 Тунберг зустрілася з Арнольдом Шварценеггером, генеральним секретарем ООН і президентом Австрії, на конференції, організованій Шварценеггером з метою прискорення виконання Паризької угоди.
23 вересня 2019 року Ґрета Тунберг виступила на саміті ООН з питань клімату в Нью-Йорку. Вона звинуватила світових лідерів у тому, що вони вирішують лише фінансові питання та обіцяють вічне економічне зростання, у цей час як людство перебуває на порозі масового вимирання.
У листопаді 2021 року Тунберг взяла участь у Конференції Організації Об'єднаних Націй зі Зміни Клімату (COP26) у Глазго (Шотландія) разом з іншими екоактивістами Міжнародного руху «П'ятниці заради Майбутнього», де вона разом з польською активісткою Домінікою Лясотою мала можливість зустрітися з Ніколою Стерджен, першою Міністеркою Шотландії. Шотландське видання The Herald із Глазго назвало останніх лідерками в протистоянні глобальному потеплінню та зміні клімату.
29 червня 2023 року Ґрета Тунберг прибула до України з метою працювати над питаннями, пов'язаними із впливом російської агресії на екологічну систему України.
Починаючи з жовтня 2023 року бере активну участь у протестах на підтримку Палестини. Виступила проти воєнних операцій Ізраїлю у секторі Гази, а також протестувала проти участі Ізраїлю в конкурсі «Євробачення 2024». 5 жовтня 2024 року, за повідомленням видання De Mogen, Ґрету Тунберг затримала поліція у Брюсселі, коли вона разом з групою інших протестувальників заблокувала рух транспорту у центрі бельгійської столиці.
1 червня 2025 року Ґрета зі своїми прихильниками, попрямувала на вітрильному судні «Madleen» до сектору Гази з метою прорвати блокаду Ізраїлю, надати гуманітарну допомогу населенню та привернути увагу міжнародної громадськості до гуманітарної кризи. Міністр оборони Ізраїлю закликав зупинити корабель, наголошуючи, що Грета Тунберг поширює антисемітизм. 9 червня ізраїльські військові висадилися на борт судна «Madleen» і затримали всіх 12 активістів, включно з Тунберг. Згодом Ізраїль депортував всіх затриманих літаками з аеропорту Бен-Гуріон у Тель-Авіві. 11 червня Тунберг повернулася до Швеції.

## Відзнаки та нагороди
Ґрета Тунберг стала однією з переможниць конкурсу дебатних статей про клімат для молодих людей від газети «Svenska Dagbladet» у травні 2018 року. Тунберг була номінована на премію від компанії «Telge Energi» для дітей та молоді, які пропагують сталий розвиток, Children's Climate Prize. У листопаді 2018 року вона отримала стипендію Фришусета «Молода рольова модель року». У грудні 2018 року журнал «Time» назвав Тунберг однією із 25 найвпливовіших підлітків світу 2018 року. З нагоди Міжнародного жіночого дня Тунберг оголосили найважливішою жінкою року у Швеції 2019 року; нагорода заснована на опитуванні інституту Inizio від імені газети «Aftonbladet».
У березні 2019 року два депутати від шведської Лівої партії (Йенс Холм і Хокан Свеннелінг та три депутати норвезької опозиційної Соціалістичної лівої партії (Фредді Андре Овстегорд, Мона Фагерос і Ларс Халтбреккен) номінували її на Нобелівську премію миру. «Ми висунули Ґрету, тому що кліматична загроза може бути однією з найважливіших причин війни й конфліктів. Масовий рух, який розпочала Ґрета, є дуже важливим внеском у мир», — сказав представник парламенту Норвегії Фредді Овстегод. «Звичайно, дуже почесно і приємно бути номінованою на таку чудову премію. Це неймовірне і трохи дивне відчуття», — прокоментувала Тунберг.
Британські науковці назвали новий вид жуків на честь Ґрети Тунберг.
Наприкінці 2019 року Ґрета Тунберг увійшла до списку 100 найвпливовіших жінок світу за версією журналу «Forbes».
У лютому 2020 року на її честь назвали новий вид равликів — Craspedotropis gretathunbergae.
У липні 2020 року Тунберг отримала «премію за гуманність» в 1 мільйон євро від Португальського фонду Гюльбенкяна. Винагороду надано за боротьбу зі зміною клімату та екологічною кризою.
12 січня 2021 року Пошта Швеції випустила серію із 16 поштових марок, присвячених досягненням уряду країни щодо захисту довкілля. Одна з марок була присвячена Ґреті Тунберг на знак визнання її заслуг зі збереження унікальної шведської природи для майбутніх поколінь. На марці Тунберг стоїть на гірській вершині в жовтому дощовику і дивиться, як пролітає зграя ластівок. Ілюстратором виступив Хеннінг Трольбек.

## Критика
Діяльність Ґрети Тунберг отримала широку підтримку з боку політиків, які наголошують у своїх програмах на важливості боротьби із глобальним потеплінням, але також і широку критику від інших політиків; зокрема тих, які представляють протилежні ідеологічні табори. Зокрема, одним із найпомітніших критиків Тунберг є 45-й президент США Дональд Трамп; також про її діяльність критично згадували прем'єр-міністр Австралії Скотт Моррісон та президент Росії Володимир Путін.
Тунберг звинувачують у зв'язку з піар-фахівцем Інгмаром Ренцхогом, який, використовуючи її ім'я, залучив у свій стартап близько 1 мільйона доларів. Звинувачення засновані на тому, що Тунберг спілкувалася з Ренцхогом і якийсь час перебувала в молодіжній раді його організації. Однак активістка заявила, що не має жодного стосунку до збирання ним грошей.
Після того, як її шкільні кліматичні страйки завоювали популярність, Тунберг намагались дискредитувати або скористатися її високим становищем. Наприкінці 2018 року Інгмар Рентцгоґ, засновник фонду «Не маємо часу» (We Don't Have Time Foundation, WDHT), запросив Тунберг стати неоплачуваною радницею молоді і використовував ім'я та зображення Тунберг без її знання чи дозволу, щоб збирати мільйони для комерційної дочірньої компанії WDHT під назвою We Don't Have Time AB, у якій Рентцгоґ є генеральним директором. Тунберг не отримала грошей від компанії. Вона припинила свою роль радниці-волонтерки у WDHT, заявивши, що вона «не є частиною будь-якої організації… Я абсолютно незалежна… [і] роблю те, що роблю, повністю безкоштовно».